# Теракт в Тунисе (2019)
Террористический акт в Тунисе произошёл 27 июня 2019 года, когда два террориста-смертника произвели самоподрыв в двух районах Туниса; в результате взрыва погиб офицер полиции, были ранены девять человек. Позднее в тот же день ответственность за атаку взяла на себя экстремистская террористическая организация Исламское государство. Нападение произошло в день госпитализации президента Туниса Беджи Каид Эс-Себси, находившегося в критическом состоянии. Кроме того, атака произошла на следующий день после четырёхлетней годовщины массовой стрельбы в двух отелях Суса. Нападение стало третьим подобным инцидентом за неделю и произошло на пике туристического сезона, когда Тунис готовился к осенним парламентским выборам.
Первый самоподрыв произошёл возле французского посольства на улице Шарля де Голля в Тунисе. Целью нападения стал полицейский патруль: взрыв убил одного офицера и ранил четверых, в том числе ещё одного офицера и трёх гражданских лиц. Второе нападение произошло на базе национальной гвардии в тунисском районе Аль-Карджани.
Последние крупные террористические атаки Исламского государства в Тунисе, предшествовавшие атакам 27 июня, произошли в 2015 (теракт в Национальном музее Бардо в марте, нападение на туристический курорт в Сусе в июне и взрыв автобуса с президентской охраной в ноябре) и в 2018 годах (в результате самоподрыва террористки-смертницы были ранены 15 мирных жителей столицы республики).
После теракта, 5 июля 2019 года, премьер-министр Туниса Юсеф Шахед, сославшись на соображения безопасности, запретил ношение никаба в государственных учреждениях с немедленным вступлением запрета в силу. Решение, о котором сообщалось в государственных средствах массовой информации, было принято в период режима повышенных мер безопасности в стране.